# 4497 Taguchi
4497 Taguchi eller 1989 AE1 är en asteroid i huvudbältet som upptäcktes den 4 januari 1989 av de båda japanska astronomerna Kazuro Watanabe och Kin Endate vid Kitami-observatoriet. Den är uppkallad efter Takeo Taguchi.
Asteroiden har en diameter på ungefär 7 kilometer.